# 271
Năm 271 là một năm trong lịch Julius. 